# Велезо
Велезо (італ. Veleso) — муніципалітет в Італії, у регіоні Ломбардія, провінція Комо.
Велезо розташоване на відстані близько 520 км на північний захід від Рима, 50 км на північ від Мілана, 13 км на північний схід від Комо.
Населення — 244 особи (2014).

## Демографія
Населення за роками:

Станом на 1 січня 2023 року в муніципалітеті офіційно проживали 24 іноземці з 6 країн, серед них 15 громадян країн Євросоюзу.

## Сусідні муніципалітети
- Белладжо
- Леццено
- Нессо
- Цельбіо